# Ludivine Dedonder

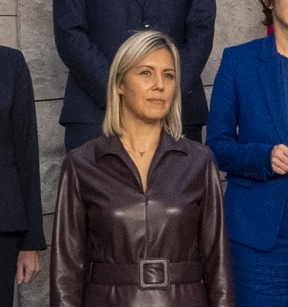
Ludivine Dedonder

Ludivine Dedonder (* 17. März 1977 in Tournai) ist eine belgische Politikerin. Seit Oktober 2020 ist sie Verteidigungsministerin in der Regierung De Croo.

## Leben und Beruf
Dedonder ist Wirtschaftsingenieurin. Sie war Radiomoderatorin bei Fréquence Wallonie, anschließend war sie Moderatorin einer Sportsendung bei Notélé, einem Lokalfernsehen der Region Tournai.
Dedonder ist die Lebensgefährtin von Paul-Olivier Delannois, dem Bürgermeister von Tournai. Die beiden sind Eltern eines Sohns.

## Politik
Von 2002 bis 2006 war sie Beraterin von Michel Daerden, damals stellvertretender Ministerpräsident der Wallonie. Dedonder wurde 2006 in den Gemeinderat von Tournai gewählt, wo sie bis 2019 Schöffin war. Sie war von 2014 bis 2019 Vorsitzende von Ipalle, einem Verband wallonischer Kommunen. Bei der Parlamentswahl 2019 belegte sie den zweiten Platz auf der Liste der Parti Socialiste (PS) in der Provinz Hennegau und wurde Abgeordnete im föderalen Parlament Belgiens, der Abgeordnetenkammer. Am 1. Oktober wurde sie Verteidigungsministerin in der Regierung De Croo, als erste Frau, die dieses Amt bekleidet.